# Cal Missals
Cal Missals és un edifici del municipi de Santpedor (Bages) protegida com a bé cultural d'interès local.

## Descripció
Es tracta d'un edifici entre mitgeres, cantoner, amb façana al carrer Mura i al carrer Vall. Consta de planta baixa i dos pisos. La façana és de pedra vista.
El més rellevant d'aquest immoble són els finestrals medievals i una fornícula destinada a capelleta de carrer que conserva una imatge. Pel que fa al finestral gòtic es compon de tres arcs ogivals apuntats i trevolats. Els arcs reposen en sengles columnetes. Les dues impostes laterals, estan decorades amb una sanefa de flors. Aquesta finestra, situada a la part superior del balcó, fa una funció decorativa. Les columnes i la llinda són nous, la resta d'elements són originals.
L'altre element a destacar és el fragment de finestral geminat de punt rodó recolzats sobre la llinda superior de l'altre balcó.
Tots aquests elements procedeixen d'un altre edifici. A Santpedor trobem altres finestrals d'aquesta tipologia, com el palau del comtes reis de Barcelona o cal Dantí al carrer Santa Maria.

## Història
No hi ha documentació històrica sobre aquesta casa.
L'immoble està situat dins el clos de les muralles de Santpedor del segle xiii. L'element que sembla propi de l'estructura de l'edifici és la capelleta de la façana, que es podria datar entre els segles XVIII i xix.